# Dharmapala (roi de Kotte)
Pour les articles homonymes, voir Dharmapala.
Dharmapala ou Dom João Dharmapala Peria Bandara (1541-27 mai 1597) était le dernier roi du Royaume de Kotte, dans l'actuel Sri Lanka.

## Biographie
Dom João Dharmapala est le fils aîné de Weediya Bandara, un prince de Madampe et de son épouse Samudra Devi, une fille du roi Bhuvanekabãhu VII le roi de Kotte. Sa date de naissance est inconnue mais on admet communément qu'il naît vers  1541. Issu par sa mère de la dynastie Siri Sanga Bo, il est l'héritier du trône de Kotte.
Depuis 1505, les capitaines et les capitaines-majors portugais sont présents dans l'île pour le commerce de la cannelle, et pour chercher à convertir les locaux à la religion chrétienne. Avec le temps, l'idée fait son chemin, et Dharmapala devient alors le premier roi converti au christianisme de l'histoire du Sri Lanka,.
En 1580, sachant qu'il n'avait pas d'héritier, il décidera d'offrir ses terres au roi du Portugal. Dharmapala sera régulièrement attaqué par les royaumes voisins de Kandy ou Sitawaka. En 1587, Rajasinha I de Sitawaka va faire un siège de Colombo, mais le capitaine-major João de Correia de Brito réussira à défendre sa garnison et le roi Dharmapala en restant au Fort de Colombo. En 1591, le Portugal va perdre presque toutes ses forces dans la campagne de Danture face au royaume de Kandy. Dès sa mort en 1597, les portugais prennent donc le contrôle du nord et de l'ouest de l'île, malgré une résistance farouche des locaux.